# Пева се у свету
„Пева се у свету” је југословенски музички ТВ филм из 1965. године. Режирао га је Арса Милошевић а сценарио је написао Илди Ивањи.

## Улоге
| Глумац           | Улога |
| ---------------- | ----- |
| Љубиша Бачић     |       |
| Златко Голубовић |       |
| Ђорђе Марјановић |       |
| Миња Субота      |       |
| Аница Зубовић    |       |